# Zen Arcade
Zen Arcade – drugi album studyjny amerykańskiej grupy punkrockowej Hüsker Dü, wydany w lipcu 1984 roku za pośrednictwem wytwórni SST Records. Materiał nagrano w Total Access Recording Studios (Redondo Beach) w październiku 1983. Jest to jedno z najambitniejszych przedsięwzięć w historii punk rocka - album tematyczny, obejmujący 23 utwory umieszczone na dwóch płytach długogrających.

## Kontekst
Wczesne albumy zespołu prezentowały szybki i agresywny hardcore punk. Poprzedzający płytę minialbum Metal Circus zawierał elementy popu („It's Not Funny Anymore”) i psychodelii („Out on a Limb”). Teksty niektórych utworów dotyczyły tematów rzadko poruszanych w hardcore punku. „Diane” opowiadał o gwałcie i morderstwie dokonanym na młodej kelnerce Diane Edwards. „Real World” podawał w wątpliwość idee anarchistyczne, charakterystyczne dla subkultury punk. W kwietniu 1984 zespół wydał cover utworu „Eight Miles High” folkowej grupy The Byrds. Zawarte w utworze psychodeliczne gitary i donośny wokal Boba Moulda były motywem kontynuowanym na Zen Arcade.

## Koncept
W wywiadzie ze Steve’em Albinim z 1983 roku, wokalista i gitarzysta zespołu, Bob Mould wyraził chęć stworzenia czegoś wykraczającego poza całą koncepcję punk rocka. W ostatecznej postaci Zen Arcade jest albumem opowiadającym historię nastolatka, który ucieka z domu z powodu nieszczęśliwgo życia rodzinnego. Podczas podróży orientuje się, że świat na zewnątrz jest jeszcze brutalniejszy.

## Nagrywanie
Próby rozpoczęto latem 1983 roku w skłocie w Saint Paul (Minnesota). Podzczas kilkugodzinnych sesji improwizacyjnych zespół przeprowadzał burze mózgów na teksty i pomysły. W celu nagrania albumu muzycy przenieśli się do Redondo Beach w Kalifornii. Zespół nagrał 25 utworów w studiu Total Access. Wszystkie utwory, z wyjątkiem „Something I Learned Today” i „Newest Industry” zostały zarejestrowane za pierwszym razem. Cały album został nagrany i wyprodukowany w 85 godzin, kosztem 3200 USD. Ostatecznie zrezygnowano z dwóch utworów - „Dozen Beats Eleven” i „Some Kind of Fun”.

## Kompozycje

### Muzyka
Album zawiera elementy folku, popu i psychodelii. Od innych płyt punkrockowych odróżniają go także interludia wykonane na pianinie („One Step at a Time”, „Monday Will Never Be the Same”), umieszczone na trzeciej stronie albumu. Folk ukazany jest w akustycznym „Never Talking to You Again”. Elementy psychodelii widoczne są w „Hare Krsna”, „The Tooth Fairy and the Princess”, a także w 14-minutowym, instrumentalnym „Reoccurring Dreams”.

### Narracja
Począwszy od dorastania („Something I Learned Today”), poprzez ucieczkę z domu („Broken Home Broken Heart”, „Never Talking to You Again”) oraz późniejszą podróż, teksty utworów tworzą spójną opowieść o losach bohatera. Protagonista wstępuje do wojska w „Chartered Trips”. Po krótkim, instrumentalnym interludium („Dreams Reoccurring”) bohater wyraża swoją frustrację i rozdarcie („Indecision Time”), po czym nawraca się na religię („Hare Krsna”). Na drugiej stronie albumu wściekłość narratora narasta. W „Beyond the Threshold” nie może znaleźć swojego miejsca, w „Pride” mówi o udawanej pewności siebie i dumie, która doprowadziła go do zguby. „I'll Never Forget You” opowiada o utraconej przyjaźni. „The Biggest Lie” i „ What's Going On” to rozrachunki bohatera ze swoją przeszłością. „Standing by the Sea” traktuje o depresji i samotności. W „Somewhere” bohater mówi o rozczarowaniu życiem, a także wyraża nadzieję, że przyszłość odmieni jego los. „Pink Turns to Blue” to historia dziewczyny bohatera, która umiera z powodu przedawkowania narkotyków. W „Newest Industry” protagonista krytykuje politykę Ronalda Reagana i obawia się, że dojdzie do wojny atomowej. Bohater popada w rozpacz, dochodząc do wniosku, że nie jest w stanie zmienić swojej sytuacji („Whatever”), po czym orientuje się, że cała podróż była tylko snem. Przedostatni utwór, „Turn on the News” sprzeciwia się wykorzystywaniu przez media ludzkich tragedii. Album zamyka instrumentalny „Reoccurring Dreams”, będący repryzą krótszego „Dreams Reoccurring”.

## Oprawa graficzna
Okładka albumu to kolorowana fotografia, przedstawiająca sylwetki członków zespołu na tle złomowiska. Jaskrawe kolory zestawione są z szarością.

## Wydanie
Choć zespół przekonywał, że sprzedaż będzie wysoka, wydawca wyprodukował mniej niż 5000 egzemplarzy albumu. Opóźnienia w produkcji oraz wyczerpanie zapasów na wiele miesięcy zaowocowały niewielką skalą sprzedaży. Do wiosny 1985 album sprzedał się w nakładzie zaledwie 20000 egzemplarzy. Podobnie jak poprzednie płyty nie osiągnął sukcesu komercyjnego.

## Odbiór

### Oceny krytyków
| AllMusic                          | [ 10 ] |
| Chicago Tribune                   | [ 11 ] |
| Piero Scaruffi                    | [ 12 ] |
| Q                                 | [ 13 ] |
| Rolling Stone                     | [ 14 ] |
| The New Rolling Stone Album Guide | [ 15 ] |
| Spin Alternative Record Guide     | [ 16 ] |
| The Village Voice                 | A-     |

Zen Arcade zebrał pochlebne recenzje krytyków. Stephen Thomas Erlewine, amerykański krytyk i wydawca serwisu AllMusic napisał, że „Wraz z wydaniem Zen Arcade, zespół złamał wszelkie zasady. To płyta, która zlikwidowała ograniczenia hardcore punku i indie rocka”. David Fricke w swojej recenzji dla Rolling Stone porównał album do Double Nickels on the Dime zespołu Minutemen i napisał: „Oba te albumy - dwupłytowe, rzadko spotykane w środowisku, które często wymaga zwięzłości kosztem ekspresji - są przełomowymi dziełami punk rocka”. Dodał: „Zen Arcade to najprawdopodobniej najbliższa styczność hardcore'u z operą. Coś w rodzaju thrashowej Quadrophenii”. Robert Christgau z The Village Voice stwierdził: „Słucham strony trzeciej dla przyjemności, a strony drugiej dla katharsis”.

### Dziedzictwo
Choć płyta nie odniosła sukcesu komercyjnego, jej wpływ wykracza poza sferę muzyki undergroundowej. W publikacji dla czasopisma Melody Maker z 1997 roku Dave Grohl nazwał Zen Arcade swoim ulubionym albumem. Rok wcześniej, podczas wywiadu z Dave'em Fanningiem dla telewizyjnego show Planet Rock Profiles powiedział: „Ten album jest niesamowity. To tak jakby ktoś pomieszał The Byrds z Black Flag i to po prostu zwaliło mnie z nóg”. Zespół wywarł również wpływ na takich muzyków jak Kirk Hammett (Metallica), Billy Corgan (The Smashing Pumpkins), Krist Novoselic (Nirvana), Andy Cairns (Therapy?), Black Francis (Pixies) oraz Kim Deal (Pixies, The Breeders).

### Wyróżnienia
Zen Arcade zajął ósme miejsce w corocznym plebiscycie na płytę roku Pazz & Jop tygodnika The Village Voice. Robert Christgau udzielił „Turn on the News” nominacji do najlepszego utworu roku. W 1989, magazyn Rolling Stone umieścił płytę na 33. pozycji na liście 100 najlepszych albumów lat osiemdziesiątych. Czasopismo Spin uznało Zen Arcade za 4. najlepszy album w historii muzyki alternatywnej. Rock and Roll Hall of Fame umieściło „Turn On the News” na liście 500 utworów, które ukształtowały rock. Zen Arcade został wyróżniony również przez Pitchfork Media, który sklasyfikował go na 32. pozycji na liście 100 najlepszych albumów dekady. Ten sam portal umieścił utwór „Pink Turns to Blue” na liście The Pitchfork 500. Włoski recenzent Piero Scaruffi uznał Zen Arcade za najlepsze wydawnictwo roku.

## Lista utworów
| Nr  | Tytuł utworu                       | Autorzy                    | Długość |
| --- | ---------------------------------- | -------------------------- | ------- |
| 1.  | „Something I Learned Today”        | Bob Mould                  | 1:58    |
| 2.  | „Broken Home, Broken Heart”        | Mould                      | 2:01    |
| 3.  | „Never Talking to You Again”       | Grant Hart                 | 1:39    |
| 4.  | „Chartered Trips”                  | Mould                      | 3:33    |
| 5.  | „Dreams Reoccurring”               | Hart • Mould • Greg Norton | 1:40    |
| 6.  | „Indecision Time”                  | Mould                      | 2:07    |
| 7.  | „Hare Krsna”                       | Hart • Mould • Norton      | 3:33    |
| 8.  | „Beyond the Threshold”             | Mould                      | 1:35    |
| 9.  | „Pride”                            | Mould                      | 1:45    |
| 10. | „I'll Never Forget You”            | Mould                      | 2:06    |
| 11. | „The Biggest Lie”                  | Mould                      | 1:58    |
| 12. | „What's Going On”                  | Hart                       | 4:23    |
| 13. | „Masochism World”                  | Hart • Mould               | 2:43    |
| 14. | „Standing by the Sea”              | Hart                       | 3:12    |
| 15. | „Somewhere”                        | Hart • Bob Mould           | 2:30    |
| 16. | „One Step at a Time”               | Hart • Mould               | 0:45    |
| 17. | „Pink Turns to Blue”               | Hart                       | 2:39    |
| 18. | „Newest Industry”                  | Mould                      | 3:02    |
| 19. | „Monday Will Never Be the Same”    | Mould                      | 0:54    |
| 20. | „Whatever”                         | Mould                      | 3:50    |
| 21. | „The Tooth Fairy and the Princess” | Mould                      | 3:43    |
| 22. | „Turn on the News”                 | Hart                       | 4:21    |
| 23. | „Reoccurring Dreams”               | Hart • Mould • Norton      | 13:47   |

## Twórcy
Hüsker Dü
- Grant Hart - perkusja, wokal prowadzący i wspierający, instrumenty perkusyjne, pianino w „Chartered Trips”, What's Going On”, „Standing by the Sea” i „Monday Will Never Be The Same”
- Bob Mould - wokal prowadzący i wspierający, gitara elektryczna, gitara akustyczna, perkusja, pianino w „Chartered Trips”, „One Step at a Time”, „Newest Industry” i „Monday Will Never Be the Same”, gitara basowa w „Turn On the News"
- Greg Norton - gitara basowa, wokal wspierający, wokal prowadzący w „What's Going On"

Gościnnie
- Dez Cadena - wokal wspierający w „What's Going On"

## Pozycje na listach
| Lista (1985)                     | Pozycja |
| -------------------------------- | ------- |
| UK Indie Chart (Wielka Brytania) | 11      |